# Belitzky János
Belitzky János (Losonc, 1909. október 25. –  Salgótarján, 1989. március 4.) magyar történész, levéltáros, múzeumigazgató, lapszerkesztő.

## Élete
Szülei Belitzky Gusztáv (1864–1936) állami tanítóképző-intézeti tanár és Mészáros Vilma kézimunka-tanítónő voltak. 1920 elején családja Balassagyarmatra települt.
1932-ben a budapesti Pázmány Péter Tudományegyetemen művelődéstörténetből doktorált, 1933-ban pedig történelem–földrajz szakos tanári oklevelet szerzett. 1932–1933-ban Velencében történeti kutatásokat folytatott, majd levéltárosi vizsgát tett. Előbb 1933-1934-ben a Magyar Országos Levéltár munkatársa, majd 1934-től a Budapesti Székesfővárosi Levéltár gyakornoka, később segédlevéltárnoka. 1942-ben politikai okokból elbocsátották és az olasz antifasiszta kapcsolatai miatt 1944-ben letartóztatták. 1943-1945 között az Általános Kereskedelmi Ügynökség könyvügynöke volt. 1945-től ismét a BSzL allevéltárnoka, majd levéltárosa 1949-ig. 1963-1969 között a salgótarjáni Munkásmozgalmi Múzeum igazgatója volt.
Szerkesztette a Történetírás és az Eros című folyóiratokat, illetve a Nógrád megye története 1-4. monográfiát.

## Elismerései és emlékezete
- 1983 Nógrád Megye Madách Imre Díja
- 1989 Nógrád megyei múzeumok évkönyve emlékkötet
- Salgótarján emléktábla

## Művei
- 1936 Száz év a pesti határ életéből - 1663 tájától 1756 tájáig. Tanulmányok Budapest múltjából 4, 111-156
- 1938 Sopron vármegye története I. Budapest
- 1939 Pomáz. Budapest (tsz. Sashegyi Sándor)
- 1941 Észrevételek Budapest középkori helyrajzához. A Párdő melletti Besenyő, Kurszán vára, a budai káptalan alapítása és Óbuda középkori határai. Budapest
- 1947 A pest-budai magyar polgár születése
- 1959 Vörös Pest megye (tsz.)
- 1973 Nógrád megye története 896–1849
- 1977 Balassagyarmat története 896–1962 (tsz.)
- 1981 Miskolczy-Simon János (1880–1914) Nógrád megyei főlevéltárnok levelezése és kutatásai. Levéltártörténet 31/1, 101–134
- 1986 Ezer év előtti néprajzi emlékek a Palócföld névanyagában
- 2000 Mikszáth és Balassagyarmat. In: Nagy Iván könyvek 8. Balassagyarmat

Kéziratai a salgótarjáni Balassi Bálint Megyei Könyvtárban találhatóak.